# Kavanagh-Gebäude
Das Kavanagh-Gebäude (spanisch: Edificio Kavanagh) ist ein Hochhaus im Art-déco-Stil in Buenos Aires im Stadtteil Retiro. Die Adresse lautet Calle Florida 1065, an der Ostseite der Plaza General San Martín im Retiro-Viertel.

## Geschichte
Das Hochhaus wurde 1934 von den Architekten Gregorio Sánchez, Ernesto Lagos und Luis María de la Torre entworfen, nur in 14 Monaten fertiggestellt und im Januar 1936 eröffnet. 1939 wurde die Fassade vom American Institute of Architects ausgezeichnet. Das Gebäude wurde 1994 von der American Society of Civil Engineers in die List of International Historic Civil Engineering Landmarks aufgenommen und 1999 auf die Liste der Nationalen Historischen Monumente Argentiniens gesetzt.
Es wurde von Corina Kavanagh (1910–1984), Nachfahrin irischer Einwanderer in Auftrag gegeben, die in den Bau des Hochhauses ihr gesamtes Erbe investierte. Sie selbst besaß lange Zeit im 14. Stock die größte Wohnung von 700 Quadratmetern, die als Einzige ein gesamtes Stockwerk einnimmt, lebte aber aus einem unbekannten Grund woanders im Gebäude.
Einer Legende zufolge ist die Form und Höhe des Gebäudes ein Racheakt: Corina, die aus einer wohlhabenden, aber einfachen Familie stammte, verliebte sich in den Sohn der noblen Familie Anchorena (vermutlich in Aarón). Die Familie Anchorena, die im Palacio San Martín in Arenales 700 lebte, war aufgrund des Altersunterschiedes und Corinas nicht aristokratischer Abstammung gegen die Verlobung. Im Gegenzug ließ Corina Kavanagh das Hochhaus so errichten, dass es den Blick auf die Kirche Basílica del Santísimo Sacramento der Familie Anchorena versperrt. Es ist tatsächlich so, dass wer vom Palacio San Martin auf kürzestem Wege zur Kirche gelangen möchte, die Gasse, die jetzt den Namen Corina Kavanagh trägt, überqueren muss. Ob die Legende wahr ist, kann man heute nicht mehr genau nachvollziehen. Es stimmt, dass Mercedes Castellanos de Anchorena zwei Söhne hatte, die vom Alter her als Verlobter in Frage gekommen wären und dass der Altersunterschied groß gewesen wäre. Die Kirche, die sie mit ihrem Gebäude verdecken wollte, ist 1916 fertiggestellt worden. Aber die Familie Anchorena hat ihren Palast bereits 1930 (vermutlich wegen der Weltwirtschaftskrise) aufgeben müssen, und das Kavanagh-Gebäude ist erst 1936 errichtet worden. Mercedes Castellanos de Anchorena, die Mutter des Verlobten, die die Kirche errichten ließ, ist bereits 1920, als Corina erst zehn Jahre alt war, gestorben.
Im Jahr 1948 verkaufte Corina ihr Eigentum an den Bankier Henry Roberts.
Das Haus ist im unteren Stockwerk mit einer Folie beklebt, so dass eventuelle Schmierereien schnell entfernt werden können. Es ist notwendig, da im Haus auch Personen des öffentlichen Lebens, darunter auch Politiker wohnen und mit Demonstrationen oder Graffiti zu rechnen ist. Alle, die in das Haus einziehen, müssen einen Vertrag unterzeichnen, in dem sie sich verpflichten, die Wohnung äußerlich und innerlich im ursprünglichen Zustand zu bewahren. Eventuelle Änderungen müssen genehmigt werden. Eine ehemalige Bewohnerin hat ohne eine solche Genehmigung ein Fenster, das in den Innenhof ging, verändert und wurde gezwungen, die Änderung rückgängig zu machen.
Das Haus war zum Zeitpunkt des Errichtens nicht nur das höchste Gebäude in Buenos Aires (bis dahin war es das Palacio Barolo), sondern auch in ganz Lateinamerika, außerdem war es das höchste Stahlbetongebäude der Welt. Es wurde mit einer zentralen Klimaanlage ausgestattet.
Auf dem Friedhof Cementerio de la Recoleta befindet sich eine Grabstätte mit der Aufschrift Kavanagh.